# Balucz
Bałucz [pronunciación en polaco: /ˈbawut͡ʂ/] es un pueblo ubicado en el distrito administrativo de Gmina Łask, dentro del condado de Łask, Voivodato de Łódź, en el centro de Polonia. Se encuentra a unos 8 kilómetros al noroeste de Łask y a 33 kilómetros al suroeste de la capital regional Łódź.
El pueblo tiene una población de 110 habitantes.